# Basavana Ganguru, Shimoga
Basavana Ganguru là một làng thuộc tehsil Shimoga, huyện Shimoga, bang Karnataka, Ấn Độ.